# Saimiri
Saimiri é um género de primatas comummente conhecidos como macaco-de-cheiro ou macaco-esquilo. Vivem em florestas tropicais na América do Sul e na América Central.Tem pelagem dourada esverdeada e membros anteriores amarelo-laranja.

## Nomes comuns
Dão ainda pelos seguintes nomes comuns: boca-negra e saimiri. Em inglês, por serem do tamanho aproximado de um esquilo, é chamado de "squirrel monkey".

## Taxonomia e evolução
Até 1984, todas as espécies listadas atualmente eram consideradas como uma só, incluindo a espécie centro-americana. Há dois grupos que podem ser diferenciados graças ao padrão de coloração branca que encima os olhos: no "grupo S. sciureus" o padrão é semelhante a um arco gótico e no "grupo S. boliviensis" a um arco romano.
É a espécie primata mais abundante no Novo Mundo.

### Espécies
- Gênero Saimiri
  - Grupo S. sciureus
    - Saimiri oerstedii
      - Saimiri oerstedii oerstedii
      - Saimiri oerstedii citrinellus

    - Saimiri sciureus
      - Saimiri sciureus sciureus
      - Saimiri sciureus albigena
      - Saimiri sciureus cassiquiarensis
      - Saimiri sciureus macrodon

    - Saimiri ustus

  - Grupo S. boliviensis
    - Saimiri boliviensis
      - Saimiri boliviensis boliviensis
      - Saimiri boliviensis peruviensis

    - Saimiri vanzolinii

As linhagens de macacos-de-cheiro atuais principiaram a sua diversificação há cerca de 1,5 milhão de anos. O  S. boliviensis parece ter sido a primeira linhagem a divergir das outras espécies, ao passo que o S. oerstedii e o S. s. sciureus, partilham um antepassado comum em exclusivo. O clado S. s. macrodon, por seu turno, é um grupo-irmão do clado S. oerstedii / S. s. sciureus.